# Cmentarz North Sheen
Cmentarz North Sheen (ang. North Sheen Cemetery, znany też jako Fulham New Cemetery) – cmentarz komunalny w Londynie, pozostający w zarządzie gminy Hammersmith and Fulham i będący największym cmentarzem w jej zasobach, choć geograficznie położony na obszarze gminy Richmond upon Thames. Został otwarty w 1909 roku, liczy ok. 30 akrów. Na terenie cmentarza znajduje się neogotycka kaplica. Nagrobki nie są uszeregowane w utwardzonych alejkach, lecz umieszczone na trawniku pokrywającym większość nekropolii. 

## Pochowani
Na cmentarzu zostało pochowanych kilkanaścioro znanych Polaków, m.in.:

- Konstanty Dzieduszycki
- Józef Godlewski
- Ferdynand Goetel
- Mateusz Grabowski
- Jan Gray
- Tadeusz Grodyński
- Stanisław Kot
- Edward Lewandowski
- Michał Łubieński
- Beata Obertyńska
- Jan Ostaszewski
- Aleksandra Piłsudska
- Witold Radecki-Mikulicz
- Józef Retinger
- Roman Rudkowski
- Franciszek Rybka
- Wojciech Rychlewicz
- Zofia Terné
- Józef Zadurski